# Kanakpur Part-II
Kanakpur Part-II è una suddivisione dell'India, classificata come census town, di 7.089 abitanti, situata nel distretto di Cachar, nello stato federato dell'Assam. In base al numero di abitanti la città rientra nella classe V (da 5.000 a 9.999 persone).

## Società

### Evoluzione demografica
Al censimento del 2001 la popolazione di Kanakpur Part-II assommava a 7.089 persone, delle quali 3.638 maschi e 3.451 femmine. I bambini di età inferiore o uguale ai sei anni assommavano a 949, dei quali 499 maschi e 450 femmine. Infine, coloro che erano in grado di saper almeno leggere e scrivere erano 5.097, dei quali 2.808 maschi e 2.289 femmine.